# Museu do Automóvel (Brasília)
O Museu do Automóvel, também referido como Museu Nacional do Automóvel, foi um museu localizado em Brasília, Distrito Federal.
O prédio onde funcionava o museu foi lacrado pela Secretaria do Patrimônio da União em 2016.

## Sobre
Localizado no Eixo Monumental de Brasília, o Museu do Automóvel foi criado em 2004 para ocupar um espaço cedido pelo Ministério dos Transportes, pelo então ministro Alfredo Nascimento, no primeiro mandato do presidente Lula. No entanto, apesar de não reconhecer tal espaço como sede oficial do museu, a Secretaria do Patrimônio da União possuía uma autorização que permitia o seu funcionamento.
O museu comportava carros de único modelo no Brasil, incluindo veículos como Willys Itamaraty, Willys Capeta, Cadillac, Rolls-Royce e DKW Candango, bem como abrigava materiais escritos como documentos, livros e revistas sobre o assunto. Em números, o acervo do museu chegava a pouco mais de quatrocentos carros.
No entanto, em 2012, a Secretaria do Patrimônio da União solicitou de volta o espaço, o que resultou em um imbróglio judicial que decretou que o Museu do Automóvel fosse lacrado e impedida a visitação do público, permanecendo neste estado até os dias atuais. No mesmo ano, e sob ameaças de serem fechados, a Ford doou um modelo do carro Galaxie Landau do ano de 1981 completo que era usado como veículo de testes na empresa. Apesar do imbróglio jurídico, no Distrito Federal, existe uma lei orgânica que proíbe quaisquer tipo de fechamento de museus.
No ano de 2016, fãs e visitantes conseguiram mais de seis mil assinaturas endereçados a presidente Dilma Rousseff, para que se sensibilizasse com a causa e permitisse a reabertura do museu.
O fundador do museu, o jornalista e advogado José Roberto Nasser, faleceu em 2018, aos 74 anos.